# 八穀增卅四
御夫座45，又名BD+53 1008，HD 43905、SAO 25681、HR 2264，是御夫座的一颗恒星，视星等为5.36，位于銀經161.14，銀緯17.33，其B1900.0坐标为赤經6h 13m 38.6s，赤緯+53° 17.33′ 52″。